# Twyla Tharp
Twyla Tharp (* 1. července 1941) je americká choreografka. Narodila se v Portlandu v Indianě a později s rodinou žila v Kalifornii. Následně se přestěhovala do New Yorku, kde se věnovala studiu dějin umění na Barnard College. V roce 1979 spolupracovala s Milošem Formanem na filmu Vlasy. Spolupráci s tímto režisérem si zopakovala na snímcích Ragtime (1981) a Amadeus (1984). Během svého života získala řadu ocenění, včetně cen Drama Desk, Tony a Primetime Emmy.